# Diacétate de glycéryle
Le diacétate de glycéryle, parfois appelé simplement diacétate, ou diacétine par analogie à la triacétine, est un additif à base d'acide acétique et de glycérol. Pour le fabriquer, on estérifie la glycérol avec l'aide de l'acide acétique. 
Il se compose d'une molécule de glycérol, dont deux des groupes hydroxyle sont remplacés par des esters acétates. Il a des propriétés d'hydrophilie et de polarité intermédiaires entre le glycérol (triol non substitué) et la triacétine (où tous les groupes hydroxyles sont estérifiés).

## Apparence
Il s'agit d'un liquide clair, incolore, quelque peu huileux, et à forte odeur grasse.

## Utilisation
Le diacétate a été utilisé comme additif alimentaire porteur d'arôme sous le chiffre E1517 

## Carte
- Nom : Diacétate de glycéryle
- Numéro : Additif alimentaire E1517
- Apparence : Liquide clair incolore huileux à odeur grasse